# 幻奏童話 ALICETALE
『幻奏童話 ALICETALE』（げんそうどうわ アリステイル）は、GALACTICAが2012年11月30日に発売した18禁美少女アドベンチャーゲームである。

## 概要
極道の花嫁から約2年ぶりに発売されたGALACTICAの2作目のタイトル。かんたかが企画と原画を務めている。
かんたかによれば、本作はおおかみという悪者を退治する童話の力を持ったヒロインをモチーフにしており、メインヒロインのエリカの探し物を手伝う主人公が、他のヒロインたちとおおかみを退治しながらエリカの探し物やおおかみの正体に迫っていくというストーリーになっている。
ヒロインには各キャラごとに変身アニメーションがあり、リズムゲームのようなバトルシステムを実装している。

## あらすじ
60年前、突如として現れ、人々に恐怖を与え続ける「おおかみ」とそれに対抗する力を持つ「ALICE」という童話の力を持つ少女たちが戦う世界。
それまで普通の生活をしていた春駒銀太は突然、体に宿る力のせいでおおかみのALICEに目覚めてしまう。正義感の強い銀太はおおかみの力を人助けのために使おうとするが、ALICEの少女たちには悪いおおかみと勘違いされ、命を狙われ、追い回される。
誤解が解けた後、銀太は少女たちが通う「第43グリム学園」に転入することになり、彼女たちのおおかみ退治の仕事を手伝うことになる。そんな最中、彼の前に赤ずきんのALICEを持つ謎の少女、兵頭エリカが現れる。

## 登場人物
（出典：）
春駒 銀太（はるこま ぎんた）
本作品の主人公。実家では妹と祖父の3人で暮らしていた。
おおかみに変身する能力に目覚めた結果、ALICEの能力を持つ少女たちに狙われるが、一緒に悪いおおかみを退治する事を条件に和解し、彼女たちの通う学園に入学し、生徒会の仕事を任されることになる。
料理が得意。熱血漢ではあるが、冷静に対応する判断力もある。
兵藤 エリカ（ひょうどう エリカ）
声：衣央里全
B85/W50/H75
銀太の後に学園に転入した少女。彼に興味を持ち、接触を図ろうとしている。
秘密ごとが多く、出身や経歴など一切不明。ALICEやおおかみの謎を知っているようであるが、本人は何も語らず煙に巻く。
茶会が好きで、度々生徒会のメンバーを呼んで自らの紅茶を振舞ったりしている。
ALICE：赤ずきん
殺傷能力の高い大鋏を召還して戦う。
姫宮 ゆり（ひめみや ゆり）
声：北見六花
B82/W50/H80
生徒会の会長を務める先輩。
公明正大で正義感が強く、その熱い言動に憧れる生徒も多い。
たまに空気が読めない所があり、場違いな発言をしてしまうことも。
ALICE：シンデレラ
ガラスの槍を使った突貫攻撃。
塔ノ沢 芙美（とうのさわ ふみ）
声：海原エレナ
B93/W55/H87
生徒会で参謀役として会長のゆりを補佐する頭脳派な先輩。
ゆりに付いて行く事を信条としており、彼女には過保護なまでに接する。
銀太を何故か敵視しており、彼に対しては毒舌を吐く事も多い。
ALICE：人魚姫
後方支援型。水を自在に操り、味方を援護する。
鞍上 友近（あんじょう ともちか）
声：桃井いちご
B84/W49/H75
銀太のクラスメイト。図書館にこもる事が多い無口なボクっ子。
いわゆる腐女子で、やおいの話になると熱く語りだす。
なぜか芳香とは相性が悪く、よくケンカする。
ALICE：かぐや姫
竹刀による斬撃。変身すると一転して派手好きで目立ちたがりになる。
山王丸 芳香（さんのうまる よしか）
声：小倉結衣
B88/W48/H68
銀太を弟のように可愛がるチビっ子な先輩。身長の事を言うと怒る。
世話焼きでよくボランティアを率先して行っている。
肉食が大好きで、いつもお腹を空かせている。
ALICE：親指姫
気を使った打撃。
僧院 織江（そういん おりえ）
声：紫雅
B85/W45/H82
おおかみが好きで、その行動を肯定するフリーランスのお嬢様。おおかみに変身する主人公に一目惚れしている。
傍若無人な性格で、生徒会の邪魔をする事も多いが、何故か逆に手助けする事もある。
ゲーム中彼女の望むような選択肢を選ぶとBADルートに突入する。
ALICE：白雪姫
召還獣による攻撃。

## 世界観
おおかみ
悪いものに取り憑かれた人間の負の感情そのものであり、これが暴走すると異形の怪物となる。
ALICE
人の善なる心を呼び起こす童話による力に目覚めた者の総称。若い少女が目覚める事が多く、おおかみに対抗する唯一で絶対の力を持つ。
その力の源である童話の原本はとある図書館にあるらしい。
学術機関ANDER
おおかみに対抗する組織。多数の研究施設を備え、下部組織である「グリム機関」や「グリム学園」を擁する。
グリム学園
ALICEの少女たちを育成するために全国各地に作られた学園で、主人公やヒロインたちが通う「第43グリム学園」もその中の一つ。

## 戦闘システム
本作品の戦闘は3Dのリズムゲームのような形式を採用している。画面の指示に従ってタイミングよくクリックをすると、攻撃やコンボ等が発動。これを敵と交互に行い、先に敵のヒットポイントを0にすれば勝利になる。攻撃を重ねるとスキルゲージが溜まり、必殺技を使う事も出来る。

## 主題歌
オープニングテーマ「Mr.Night flight」
歌：桃井はるこ
エンディングテーマ「路地裏猫の正体」
歌：榊原ゆい
※上記の2曲や各キャラのイメージソングしたなどを収録したイメージアルバムを2012年8月13日にゲームに先駆けて発売している。